# Terele Pávez
Terele Pavez (ur. 29 lipca 1939 w Madrycie, zm. 11 sierpnia 2017 tamże) – hiszpańska aktorka filmowa i telewizyjna.

## Filmografia
seriale
- 1965: Estudio 1
- 1976: Curro Jimenez
- 2001: Cuentame jako Pura Barbadillo

film
- 1954: Novio a la vista
- 1964: La boda era a las doce
- 1987: Laura, del cielo llega la noche jako Teresa
- 1995: Dzień bestii (El día de la bestia) jako Rosario
- 2000: Kamienica w Madrycie (La comunidad) jako Ramona
- 2013: Wiedźmy z Zugarramurdi (Las brujas de Zugarramurdi) jako Maritxu

## Nagrody i nominacje
Została czterokrotnie nominowana do nagrody Goya